# Rodzina Colombo
Rodzina Colombo – jedna z „Pięciu Rodzin” przestępczych działająca w Nowym Jorku, należąca do ogólnokrajowego amerykańskiego Syndykatu znanego jako Mafia lub La Cosa Nostra. Poprzednio znana jako rodzina Profaci.

## Historia

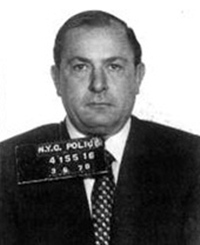
Joseph Colombo

Pierwszym, a zarazem historycznym szefem organizacji, która później przyjęła nazwę rodziny Colombo był Joe Profaci. Stanął on na czele jeden z pięciu nowojorskich rodzin mafijnych (obok Charlesa Luciany, Vincenta Mangany, Josepha Bonanny i Tommy’ego Gagliany).
Profaci piastował stanowisko przez ponad 30 lat; słynął z chciwości – od podwładnych wymagał comiesięcznego podatku w wysokości 25 dolarów. Domagał się coraz to wyższych udziałów w zyskach z prowadzonych interesów (m.in. Carmine „Wąż” Persico musiał zapłacić szefowi haracz 1800 dolarów od skradzionych ciężarówek z towarem).
Jego niepohamowana chciwość spowodowała wybuch niezadowolenia w szeregach rodziny. Bracia Gallo (Joe „Wariat”, Larry i Albert) oraz Carmine Persico i Jiggs Forlano postanowili razem się mu przeciwstawić. Doprowadziło to do wybuchu starć między zwaśnionymi frakcjami, w czasie których zginęło kilkanaście osób. Niezadowoleni gangsterzy liczyli, że Profaci ustąpi wobec ich żądań (większy udział w zyskach, mniejsze „mafijne podatki”). Szef jednak nie uległ naciskom tylko skłócił buntowników. Zaoferował nagrody tym, którzy wrócą na jego stronę. I tak Persico i Forlano wrócili do rodziny zaś bracia Gallo zostali sami.
Profaci umarł w 1962 roku. Szefem został jego zastępca Joe Magliocco. W kręgach mafijnych nie cieszył się jednak dobrą opinią. W tym czasie dwaj inni nowojorscy bossowie Carlo Gambino i Tommy Lucchese próbowali stopniowo przejmować interesy należące do rodziny Profaci/Magliocco. Nowy boss sprzeciwiał się, ale jedyne na co mógł liczyć to wsparcie Josepha Bonanny, mającego własne plany co do kontroli nad całym nowojorskim światem przestępczym.
Bonanno wtajemniczył Magliokę w plany likwidacji Gambiny i Lucchesego i kilku innych szefów z różnych części USA. Magliocco plany te przekazał dalej swojemu zaufanemu capo – Joemu Colombie. Ten z kolei wiedział, że obaj (tj. Bonanno i Magliocco) nie mają szans w tym starciu i postanowił poinformować niedoszłe ofiary. Konflikt ten przeszedł do historii jako wojna bananowa.
Ostatecznie Magliocco stanął przed Komisją Syndykatu, przyznał się do winy i swojego udziału w tym konflikcie. Ocalił życie, ale został pozbawiony przywództwa w rodzinie. Zmarł kilka miesięcy później, 28 grudnia 1963 roku na niewydolność serca.
Gambino dopilnował, aby Colombo stanął na czele rodziny, którą odtąd nazywano Colombo.
Z upływem czasu Gambino zaczął żałować swojej decyzji. Colombo postanowił powołać do życia „Włosko-Amerykańską Ligę Praw Obywatelskich” (ang. Italian-American Civil Rights League), której celem była obrona praw Amerykanów pochodzenia włoskiego, rzekomo niesłusznie podejrzewanych przez władze amerykańskie o przynależność do zorganizowanej przestępczości.
Przez rok Colombo i jego ludzie pikietowali pod nowojorską siedzibą FBI. Gambino nie mógł znieść kolejnych relacji telewizyjnych i niepotrzebnego rozgłosu. Dodatkowo służby federalne i stanowe doprowadzały do postawienia zarzutów kolejnym członkom rodziny Colombo. Carlo obawiał się, że może to spotkać niebawem i jego ludzi.
28 czerwca 1971 roku czarnoskóry przestępca Jerome Johnson, podczas kolejnej pikiety IACRL trzykrotnie postrzelił Colombę w głowę. Ofiara odniosła poważne uszkodzenia mózgu, zapadła w śpiączkę i zmarła po siedmiu latach. Zamachowiec został na miejscu zastrzelony przez ochroniarzy.
Po śmierci Colomby nieoficjalnym szefem został Thomas DiBella. Ten były doker, z jednym wyrokiem na koncie (w 1932 roku za nielegalny handel alkoholem) przez 3 lata, tj. do 1974 roku, pomimo ciągłej obserwacji i podsłuchu prowadzonych przez agencje federalne i stanowe, pozostawał anonimowym bossem. Sądzono, że nie odgrywa znaczącej roli w strukturach mafii, w rzeczywistości był w niej od 1932 roku.
Z uwagi na podeszły wiek DiBella przekazał przywództwo nad rodziną byłemu buntownikowi Carminemu Persice i został jego doradcą w pierwszej połowie lat 70.
O ile Persice udało się zażegnać konflikt z braćmi Gallo (Joe „Wariat” został zamordowany 7 kwietnia 1972 roku w dniu swoich 43 urodzin, a Larry zmarł na nowotwór w 1968 roku) o tyle musiał się borykać z wymiarem sprawiedliwości. Z trzynastu lat, od chwili nominacji na szefa do 1985 roku, dziesięć spędził w różnych więzieniach pod wieloma zarzutami (m.in. uprowadzenia, włoskiej loterii, lichwy).
Jerry Langella postanowił wystąpić przeciwko szefowi, ale w 1986 roku razem z nim trafił do więzienia. Wówczas na czele rodziny stanął Victor Orena, krewny Persiki.
Obecnie rodzina Colombo liczy około 40-50 członków i kilkuset współpracowników.